# فرودگاه صحرایی ایگل اسکات
فرودگاه صحرایی ایگل اسکات (به انگلیسی: Eaglescott Airfield) یک فرودگاه همگانی است که یک باند فرود چمن دارد و طول باند آن ۶۰۰ متر است. این فرودگاه در شهر دوون کشور انگلستان قرار دارد و در ارتفاع ۲۰۰ متری از سطح دریا واقع شده است.